# Tufão Yutu (2007)
O tufão Yutu (designação internacional: 0702; Designação do JTWC: 02W; Designação filipina: Amang, também conhecido como super tufão Yutu) Foi o terceiro ciclone tropical e o segundo tufão da temporada de tufões no Pacífico de 2007. Yutu também foi o primeiro super tufão da temporada. O tufão formou-se em 15 de maio e tornou-se um ciclone extratropical em 22 de maio. Yutu passou sobre Iwo Jima, uma das várias ilhas japonesas no Oceano Pacífico noroeste, mas sem maiores conseqüências.

## História meteorológica

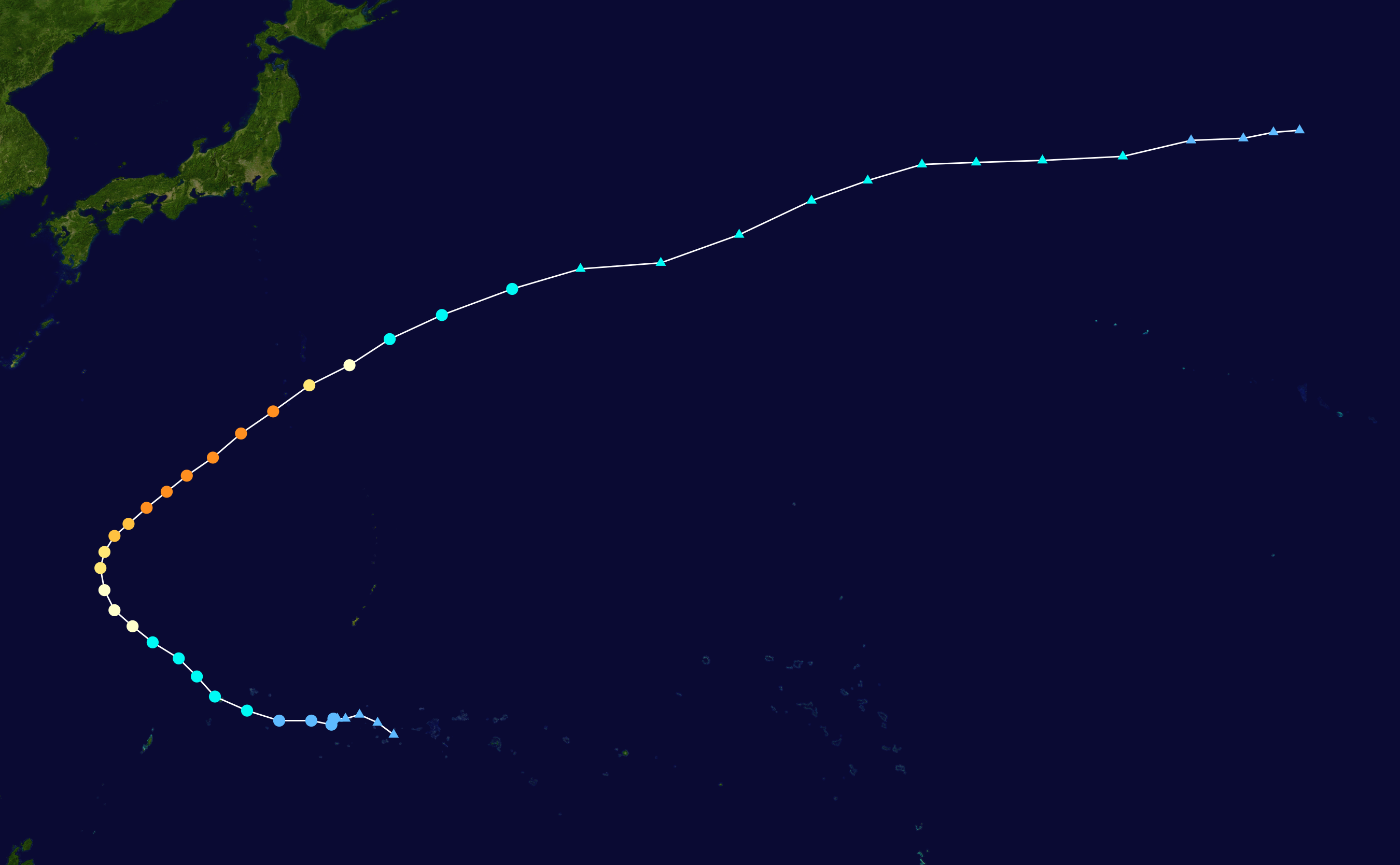
O caminho de Yutu

Em 15 de maio de 2007, o satélite QuikSCAT registrou ventos de 85 km/h num distúrbio tropical que estava localizado a sul-sudeste de Guam. No final daquele dia, a Agência Meteorológica Japonesa (AMJ) classificou este sistema como depressão tropical. Ao mesmo tempo, o Joint Typhoon Warning Center (JTWC) emitiu um alerta de formação de ciclone tropical.
No dia seguinte, a AMJ começou a emitir avisos regulares sobre esta depressão. O sistema fortaleceu-se lentamente, o que resultou num segundo alerta de formação de ciclone tropical emitido pelo JTWC no final daquele dia, horário local. Neste segundo alerta, o JTWC observou que o sistema tinha uma circulação de ar de superfície bem definida em fortalecimento. Ao meio-dia UTC de 16 de maio, o JTWC também classificou o sistema como depressão tropical 02W, baseado em estimativas do satélite QuikSCAT.
Na manhã de 17 de maio, a AMJ classificou a depressão como tempestade tropical Yutu. O nome Yutu foi dado pela China e refere-se a um coelho numa fábula chinesa. Três horas depois, o JTWc também classificou a depressão como uma tempestade tropical. Em 18 de maio, Yutu mudou seu rumo para noroeste e entrou na área de responsabilidade da Administração de Serviços Atmosféricos, Geofísicos e Astronômicos das Filipinas (PAGASA). Ao mesmo tempo, a AMJ classificou Yutu como tempestade tropical severa. A agência filipina nomeou a tempestade de "Amang". No final daquele dia, o JTWC classificou yutu como um tufão e identificou em imagens de satélites um olho distinto. A AMJ, às 18:00 UTC, também classificou a tempestade como tufão assim que Yutu continuava a se intensificar. Ele começou a seguir em direção para Iwo Jima, sofrendo rápida intensificação, com correntes de ar indo para o norte e pouco vento de cisalhamento vertical. Na noite de 20 de maio, Yutu atingiu seu pico de intensiade, como um forte tufão equivalente a um furacão de categoria 4 na Escala de furacões de Saffir-Simpson, pouco depois do JTWC tê-lo classificado como um super tufão.
Apesar de estar sobre águas frias, as suas fortes correntes de ar para norte aljudou-lhe a manter a sua força, no momento em que seu olho media 20 km de diâmetro na manhã de 21 de maio. O tufão começou a se enfraquecer gradualmente, passando sobre Okinotorishima e perto de Iwo Jima naquele dia assim que acelerava para nordeste. Foram registrados ventos de 122 km/h em Iwo Jima, por volta das 15:00 UTC, com rajadas de 192 km/h. Naquele momento, foi registrada na ilha 976 mbar de pressão atmosférica. Então, Yutu começou a se transformar num ciclone extratropical e o JTWC emitiu seu aviso final na manhã de 22 de maio. A AMJ emitiu seu último aviso depois que o sistema já tinha se transformado num ciclone extratropical, no dia seguinte.
Em análises pós-tempestade, o JTWC aumentou o pico de intensidade para ventos máximos sustentados de 240 km/h. Sendo assim, Yutu foi classificado pelo JTWC como um super tufão.

## Preparativos e impactos
Alertas e avisos de tempestade tropical foram emitidos para Yap em 17 de maio assim que o JTWC classificou o sistema como tempestade tropical. Posteriormente, com a chegada da tempestade, foram registrados rajadas de ventos de 63 km/h às 13:53 UTC do mesmo dia. Yutu passou rapidamente sobre a ilha sem causar destruição ou mortes. Posteriormente, Yutu, já como tufão passou sobre as ilhas Ogasawara, mais precisamente sobre Iwo Jima e Okinotorishima. Apesar dos ventos de 122 km/h com rajadas de 193 km/h, Iwo Jima também não registrou nenhum dano ou casualidade.